# Ripipteryx brasiliensis
Ripipteryx brasiliensis is een rechtvleugelig insect uit de familie Ripipterygidae. De wetenschappelijke naam van deze soort is voor het eerst geldig gepubliceerd in 1969 door Günther. Zoals de naam aangeeft, komt deze soort voor in Brazilië.